# Institut für kortiko-viszerale Pathologie und Therapie
Das Institut für kortiko-viszerale Pathologie und Therapie war ein 1956 gegründetes medizinisches Forschungsinstitut mit Sitz in Berlin-Buch. Gründer und Direktor des Instituts während des gesamten Bestehens war Rudolf Baumann, zur damaligen Zeit ärztlicher Direktor des städtischen Hufeland-Krankenhauses in Berlin-Buch, aus dessen klinischer Forschungsabteilung für Schlaftherapie das Institut hervorging. Es war zunächst dem Hufeland-Krankenhaus zugeordnet, zwei Jahre nach der Gründung wurde es ein Akademieinstitut der Deutschen Akademie der Wissenschaften zu Berlin, der späteren Akademie der Wissenschaften der DDR. Mit Beginn des Jahres 1972 entstand aus dem Institut sowie aus dem von Albert Wollenberger geleiteten Akademie-Institut für Kreislaufforschung das Zentralinstitut für Herz-Kreislaufforschung. 1992 wurde das Institut in Franz-Volhard-Klinik umbenannt.
Das Institutsgebäude wurde vom Architekten Franz Ehrlich in Abstimmung mit Rudolf Baumann geplant. Im Kapitel „Konditionierung in Berlin-Buch“ gehen die Ehrlichbiographen von Borries und Fischer ausführlich auf das Institutsgebäude ein. Sie resümieren: „Das Klinikum repräsentiert also zwei totale Gestaltungskonzepte: Der Traum des Bauhauses, die Genese eines neuen Menschen durch die materielle Gestaltung der Umwelt zu ermöglichen, traf auf ein im Stalinismus forciertes biophysiologisches Konzept, das den neuen Menschen durch Konditionierung erschaffen wollte.“
Die Forschungsaktivitäten am Institut waren durch die Theorien des sowjetischen Physiologen und Nobelpreisträgers Iwan Petrowitsch Pawlow mitgeprägt und konzentrierten sich auf die Rolle des kortikalen Nervensystems bei der Regulation von Bluthochdruck, Stress, psychosomatisch bedingten Erkrankungen und anderen Störungen der Körperfunktion. Neben einer Reihe von Forschungslaboratorien für experimentelle Arbeiten, beispielsweise für Neurophysiologie und Elektrophysiologie, für kardiologische und hämatologische Untersuchungen, für Radiochemie, Biochemie und experimentelle Pharmakologie, für Histologie sowie für klinische Physiologie und Psychologie, bestand am Institut auch ein Schlaflabor und später eine eigene Klinik mit 30 Betten. Das Institut hatte im Jahr 1961 rund 160 Mitarbeiter, darunter etwa 50 Wissenschaftler. 1990 erfolgte die Schließung.